# Бьянки, Ливия
Ливия Бьянки (итал. Livia Bianchi; 19 июля 1919, Мелара — 21 января 1945, Порлецца) — итальянская деятельница Движения Сопротивления.

## Биография
Ливия вышла замуж в возрасте 16 лет за жителя города Ревере (провинция Мантуя), который был призван в итальянскую армию, отправился на фронт и попал в плен к союзникам. Оставшись с маленьким ребёнком и без работы, она в конце 1942 года нашла его семью в Сан-Джакомо-Верчеллезе и устроилась там работать на рисовых полях, а затем перебралась в Турин, где установила связь с антифашистским подпольем. После капитуляции Италии 8 сентября 1943 года Ливия вступила в антифашистское подполье, получив псевдоним «Франка» и записавшись в отряд «Умберто Куайно» из 52-й гарибальдийской бригады «Луиджи Клеричи». Исполняла там обязанности курьера и действовала в горном районе озера Лугано.
В конце ноября 1944 года в Менаджо отряд фашистских карателей численностью 1400 человек организовал облаву на партизан, которые действовали у озера Комо. Чтобы избежать разгрома отряда «Умберто Куайно», его командир Джузеппе «Фалько» Сельва, а также подчинённые Анджело «Пуккьо» Сельва, Анджело «Руссо» Капра, Эннио «Карлино» Феррари и Джильберто «Билл» Карменилли укрылись в старом доме в Альпах, где до середины января 1945 года переживали все невзгоды. Вскоре они спустились в долину, укрывшись в доме антифашистского комитета. Их выследили солдаты и окружили дом в ночь на 20 января 1945 года. Пообещав сохранить жизнь партизанам, итальянские фашисты вывели их на улицу, поставили к стене и расстреляли. В числе расстрелянных была и Ливия Бьянки, которой предлагали помилование, но та отказалась, предпочтя сохранить свою честь.
Посмертно награждена золотой медалью «За воинскую доблесть».